# اربين بايراكتاراي
اربين بايراكتاراي (بالفرنسية: Arben Bajraktaraj)‏ هو ممثل ألبانيا وفرنسي، ولد في 29 يناير 1973 في فرنسا.

## أعمال

### أفلام
- (2007) هاري بوتر وجماعة العنقاء[3][4]
- (2008) تيكن[5]
- (2010) مفتاح سارة[6]
- (2010) من الآلهة والرجال
- (2010) هاري بوتر ومقدسات الموت – الجزء 1[7][8]

## وصلات خارجية
- اربين بايراكتاراي على موقع IMDb (الإنجليزية)
- اربين بايراكتاراي على موقع ألو سيني (الفرنسية)
- اربين بايراكتاراي على موقع أول موفي (الإنجليزية)
- اربين بايراكتاراي على موقع قاعدة بيانات الأفلام السويدية (السويدية)
- اربين بايراكتاراي على موقع قاعدة بيانات الفيلم (الإنجليزية)
- اربين بايراكتاراي على موقع كينوبويسك (الروسية)